# DuD-Poll
DuD-Poll (ehemals Dudle) ist ein werbefreier Online-Dienst zur Erstellung von datenschutzkonformen Terminumfragen oder einfachen Online-Umfragen. Als Zweck des Dienstes gibt der Betreiber, die TU Dresden, an, dass „... es sich ausschließlich um Forschung nach §4, 45 SächsHFSG i.V.m. §12 SächsDSDG.“ handelt.

## Technische Details
DuD-Poll ist ein Dienst, der auf Basis von Open Source entwickelt wurde und auf eigenen Servern installiert werden kann. Die Formulare von DuD-Poll können passwortgeschützt werden. Es ist möglich, Umfragen zu erstellen, welche mittels JavaScript Ende-zu-Ende verschlüsselt werden. Hierbei kann auch der Serveradministrator den Inhalt der Umfrage nicht lesen. Außerdem können Umfragen erstellt werden, welche über ein kryptographisches Protokoll vollständig anonymisiert sind. In diesem Modus können weder die Teilnehmer noch der Serveradministrator den Inhalt der Umfragen lesen, es ist jedoch möglich, die Summe der Zustimmungen zu berechnen. Auch hier erfolgt die Berechnung mittels JavaScript im Browser. Die Übertragung der Daten erfolgt grundsätzlich per Hypertext Transfer Protocol Secure (https) verschlüsselt. DuD-Poll ist werbefrei und es erfolgt keine Nutzeranalyse. Nach zwei Monaten ohne lesenden Zugriff wird die Terminumfrage automatisch gelöscht. Der DuD-Poll verfügt über keine optimierte Ansicht für die mobile Nutzung.
DuD-Poll ist eine Entwicklung von Benjamin Kellermann, die im Rahmen seiner Dissertation (2011) an der TU Dresden erfolgte. Die Entwicklung von DuD-Poll erfolgte ursprünglich unter der Leitung von Andreas Pfitzmann innerhalb des 7. Rahmenprogramms der Europäischen Union im Rahmen des PrimeLife Projekts. DuD-Poll ist eine Kooperation von mehr als 7 europäischen Universitäten und Projektpartnern. Seit Ende des PrimeLife-Projekts wird die Software weiterhin auf Servern des Lehrstuhls für Datenschutz und Datensicherheit (DuD) der TU Dresden betrieben.

## Umbenennung von Dudle zu DuD-Poll
Zu Beginn des Jahres 2022 gab es laut der Website des Dienstes eine Aufforderung von Doodle, den Dienst umzubenennen.